# Léopold Mutombo
Léopold Mutombo est un télévangéliste congolais, auteur, conférencier et pasteur chrétien évangélique. Fondateur de la communauté évangélique du Ministère Amen, il est aussi propriétaire du groupe Amen Télévision,,,.

## Biographie
Léopold Mutombo, né le 19 octobre 1959 à Léopoldville (actuellement Kinshasa), se convertit au christianisme en 1974 au sein de la Fédération des églises pentecôtistes du Zaïre, Fepaco Nzambe Malamu. Engagé dans sa communauté comme dirigeant de chorale, Léopold étudie la politique à l'université de Kinshasa.

## Ministère
Après sa formation biblique[Où ?], Léopold fut libéré par son pasteur en 1980 et commence alors les missions en provinces et à l’extérieur du pays[réf. nécessaire]. De retour d’une mission évangélique au Cameroun en 1988, Léopold Mutombo fonde le ministère Amen qu’il appelle d’abord mission évangélique en pleine action (MEPA) qui devient Action missionnaire pour l’évangélisation des nations (AMEN). Le ministère AMEN a des représentations en Afrique, en Europe et en Amérique,.
Depuis 1986, il tient de grandes réunions publiques d’évangélisation en RDC et en Afrique. En 1989, il commence à évangéliser sur l’Office zaïrois de radiodiffusion et de télévision, la télévision et la radio nationale zaïroise. C'est la première fois qu’un pasteur évangélique prêche sur l’unique chaîne de télévision zaïroise.
En 2001, il fonde Amen télévision dans le but de faire passer son message dans le monde entier en TNT, satellite et les sites internets.
L'impact de ses prêches fait du ministère amen une mégachurch accueillant plus de 50 000 personnes . Il a écrit plusieurs livres dont Le tabernacles, héritage du troisième fils d'Abraham, L'enlèvement de l'Église et Le retour de Jésus-Christ.